# Castello di Cabras
Il castello di Cabras, noto anche come castello di Casa di Regno o Mar'e Pontis, è stato un maniero medievale i cui resti sorgono accanto alla pieve di Santa Maria Vergine Assunta, a Cabras, in provincia di Oristano.

## Storia
Il castello fu costruito nell'XI secolo probabilmente per volere di donna Nivata o Nibata, moglie del giudice di Arborea Orzocco I de Lacon-Zori.
Nel secolo seguente il maniero, utilizzato spesso come dimora della corte del Giudicato d'Arborea, fu menzionato dal viaggiatore ispano-andaluso Ibn Jubayr (o Ibn Gubayr o Ibn Jubayr), che, imbarcatosi nel 1183 da Ceuta diretto ad Alessandria d'Egitto a bordo di una nave genovese, fu costretto da una tempesta a rifugiare verso le coste del Sinis. Qui, superato un promontorio oltre il quale si apriva un'insenatura (con tutta evidenza Capo San Marco), il viaggiatore ebbe modo di osservare gli "avanzi" di una città (Tharros).
Alcuni dei suoi compagni genovesi, intanto, in compagnia di un musulmano in grado di comprendere la lingua locale, si erano spinti alla ricerca del luogo abitato più vicino, dove giunsero giusto in tempo per assistere ad uno spettacolo decisamente frequente in quell'epoca, e ben noto - a ruoli inversi - agli abitanti di entrambe le sponde del Mar Mediterraneo: una vendita di schiavi, battuti all'asta nella piazza del mercato. Si trattava di circa 80 saraceni, uomini e donne, probabilmente frutto di qualche azione di guerra perpetrata sulle coste del Nord Africa.
Il giorno seguente giunse, nel porto ove sostava la nave genovese, quello che Ibn Gubhair definisce il "sultano" dell'isola. Si trattava del giudice Barisone I di Arborea, il quale, dopo un colloquio coi comandanti dell'imbarcazione fece ritorno alla sua residenza, seguito dal corteo. Al di là dell'incontro tra Barisone e Ibn Gubhair, numerosi e frequenti erano infatti i rapporti, a volte pacifici, a volte piuttosto tesi, tra la Sardegna e il Nord Africa, tanto da spingere Mohammed Mustapha Bazama, scrittore, storico e alto funzionario libico (Bengasi 1923), a ipotizzare un qualche collegamento tra la figura del giudice sardo e quella del Qhadi nordafricano.
Proprio attorno al castello di Cabras ruotava tutta la politica di Barisone (colui che fece di Oristano la città giudicale per eccellenza, elevandola stabilmente a "capitale", fu infatti solo il suo successore Mariano II di Arborea), il quale perseguiva - anche col sostegno della Repubblica di Genova - il grande sogno di unificare politicamente la Sardegna. Già suo padre Comita d'Arborea aveva cercato di portare a compimento, prima di Barisone, tale ambizioso progetto, ma aveva fallito e, incalzato dagli eserciti dei giudici di Cagliari e di Torres, aveva trovato rifugio proprio nel castello di Cabras.
Stessa sorte toccò a Barisone nel 1164, quando le truppe degli altri giudicati assediarono l'Arborea. Salito al trono nel 1145, Barisone iniziò una politica espansionistica, nel tentativo di unificare politicamente l'Isola, e a tal fine cercò di bilanciare l'influenza pisana alleandosi con Genova. Indisse quindi il convegno di Bonarcado, ove, in occasione dell'inaugurazione della basilica romanica di Santa Maria, strinse un accordo col giudicato di Gallura.
Nel 1157 sposò una principessa catalana, parente del conte di Barcellona e, forte di questa nuova alleanza, attaccò il giudicato di Cagliari. Cagliari però respinse l'avanzata di Barisone e, con l'aiuto determinante di Pisa e del giudicato di Torres, invase l'Arborea, costringendo Barisone e la seconda moglie Agalbursa de Cervera ad asserragliarsi nel castello di Cabras.
Egli trovò scampo solo fuggendo fortunosamente verso Genova. Gli aggressori cercarono invano nel castello di Cabras il favoloso tesoro che, si diceva, Barisone vi aveva nascosto. Per converso il borgo fu saccheggiato e la fortezza data alle fiamme.
Una volta a Genova, Barisone passò al contrattacco sul fronte diplomatico e, sborsando l'ingente somma di 4.000 marchi d'argento, ottenne dall'imperatore Federico Barbarossa l'investitura a re di Sardegna. La cerimonia solenne si svolse a Pavia il 10 agosto del 1164. Tuttavia Barisone era re solo di nome, tanto che i genovesi lo tennero a lungo in ostaggio finché non avesse estinto il suo debito.
In Sardegna, frattanto, Agalbursa, che aveva in assenza del marito assunto il comando sul regno, dovette far fronte ad un nuovo attacco da parte dei giudici di Cagliari e Torres, e solo nel 1168 riuscì a ricongiungersi al marito. Quando Barisone poté far ritorno nell'Arborea (1171), il suo sogno egemonico era ormai definitivamente svanito, ed invano egli tentò di riacquistare il prestigio perduto.
In seguito ricostruito e rafforzato, il castello continuò per alcuni secoli ad ospitare la corte, ma attorno alla fine del XIII secolo il suo ruolo fu inevitabilmente ridimensionato dal consolidamento dei regni giudicali.
In un documento di data incerta tra il XII e il XIII secolo vediamo ancora a Cabras il giudice Ugone I di Arborea (1185-1211) presenziare con un gruppo di notabili di corte ad un accordo tra il monastero di Santa Maria di Bonarcado e il nobile Barusone de Serra Tarabucone de Manina, relativo alla comproprietà di alcuni servi:
«[c. 44r] (1)Ego Brandus, priore de Bonarcadu, facio recordatione pro serbos c'aviamus in pari cun donnu Barusone de Serra Taliabuccone. Fiios d'Orçoco de ……. levet isse et clesia levait su ladus de Manina. Custa particione fuit facta in Masone de Cabras davenanti Ugo de Bassu iudice d'Arboree ubi erat donnu Parusone et Gunnari Fronia, maiore suo, et Mariane de funtana, armentariu suo, et Petru de Serra, su fiiu.»
«Io Brando, priore di Bonarcado, registro memoria relativamente ai servi che avevamo in comune con donno Barisone de Serra Taliabuccone. Egli prese i figli di Orzoco de ……. e la chiesa prese la metà di Manina. Questa spartizione fu fatta in Masone de Cabras davanti a Ugo de Bas giudice d'Arborea alla presenza di donno Barisone e di Gonario Fronia, maiore suo, e di Mariano de Funtana, suo amministratore, e di Pietro de Serra, suo figlio.»
È questa, tra l'altro, l'ultima volta che il paese compare nei documenti col nome di Masone de Capras. D'ora in avanti verrà menzionato esclusivamente come Villa di Cabras.
A partire dal XIII secolo, in coincidenza con il rafforzamento di Oristano quale sede definitiva della corte giudicale, scompaiono quasi del tutto le tracce di atti formali o solenni attestanti la presenza dei giudici nella Villa di Cabras.
Il castello continuò tuttavia a fungere da residenza secondaria per i giudici di Arborea e soprattutto nel XIV secolo per la giudicessa Eleonora nei suoi frequenti soggiorni.
Agli inizi del XV secolo, però, caduta l'Arborea ad opera degli aragonesi, la fortezza perse ogni importanza e fu abbandonata a un lento declino. I resti del castello degli Arborea, del quale sopravvissero fino alla metà del XX secolo alcune torri semidiroccate (la cosiddetta "Preda Longa", Pietra Lunga) spuntare dalle rive dello stagno di Cabras, vennero opportunamente seppur barbaramente riutilizzati per la costruzione e l'ampliamento di una nuova chiesa dedicata a Santa Maria.
Come dedicata a Santa Maria pare fosse già la cappella palatina o una precedente più antica chiesa già citata nei documenti precedenti, per la grande devozione della famiglia giudicale e della stessa Eleonora d'Arborea alla Vergine Assunta, invocata frequentemente anche nella Carta de Logu.
L'ubicazione della chiesa sembra quella ove sorgevano i magazzini del castello. Tale ubicazione sembra confermata, perché, quando nell'aprile del 1908 l'allora Parroco Pievano Dott. E. Sanna fece demolire l'antica facciata gotico-rinascimentale, affinché fosse sostituita con una nuova, in forme neoclassiche, vennero eseguiti degli scavi per le fondamenta, e furono rinvenuti dei grossi orci ripieni di terra, posti alla profondità di tre metri e distanti cinque metri l'uno dall'altro.
Se le stampe antiche e le vecchie immagini fotografiche tra la fine dell'Ottocento e l'inizio del XX secolo mostrano l'inequivocabile potenza della costruzione, ben più eloquenti sono le descrizioni degli storici del passato.
Giovanni Francesco Fara, che scriveva attorno al 1579, nel suo De Rebus Sardois, la descrive come un'insigne opera militare, e dice che «cernitur antiqua arx Maris-Pontis aquis olim cincta», ovvero che la cittadella era cinta da un fossato ove confluivano le acque dello stagno e nel quale, conseguentemente, l'accesso era consentito solo da un ponte levatoio.
I resti del castello dovevano essere ancora ben visibili nei primi decenni dell'Ottocento, se Antoine-Claude Pasquin Valéry, nel suo Viaggio in Sardegna scriveva: «Il vasto lago di Pontis, detto Mare de Pontis, attiguo al mare, la cui brezza rinfresca l'aria infiammata di Cabras, produce una pesca abbondante di anguille, d'enormi muggini, le cui uova insaccate (bottarghe) sono una pietanza squisita, e soprattutto di quei pesciolini argentati detti oiji, presi al sole d'inverno e in quantità così prodigiosa che anche i più poveri ne mangiano a sazietà. I bordi del lago Mare de Pontis offrono un nobile rudere: su una rupe isolata, non lontano dal cimitero, ci sono i resti del castello che fu la residenza della giudicessa Eleonora e dei giudici. Questa costruzione sembra ancora oggi forte, solida, bituminosa. Il lago si è esteso di molto su questo lato, e i giardini della Semiramide d'Arborea sono scomparsi sotto l'acqua».
A tre secoli di distanza dal Fara ed a pochi decenni dal Valery, tuttavia, la situazione doveva ormai essere di gran lunga peggiorata, se il generale Alberto Della Marmora, contemplandone i ruderi, annotava: «Le rovine del castello di Cabras ormai consistono solo in un lembo di muro e in una specie di arco di volta o porzione di porta, molto vicini allo stagno. Queste vecchie costruzioni di per sé non sono di alcun interesse, se non per il nome che portano. La tradizione del paese li designa come i resti di una dimora di villeggiatura della principessa Eleonora.»